# Milena Vicenová
Milena Vicenová (ur. 12 sierpnia 1955 w Przerowie) – czeska lekarka weterynarii, urzędniczka państwowa i dyplomatka, w latach 2006–2007 minister rolnictwa.

## Życiorys
W 1980 ukończyła studia weterynaryjne w Brnie. Pracowała jako lekarka weterynarii, później była redaktorką w państwowym wydawnictwie rolniczym. W latach 1990–1996 pełniła funkcję redaktora naczelnego magazynu „Náš chov”. Od 1992 do 1996 przewodniczyła klubowi dziennikarzy i publicystów działających w branży rolniczej. Później zajmowała dyrektorskie stanowiska w rządowej administracji rolniczej (m.in. przy programie SAPARD). We wrześniu 2006 mianowana ministrem rolnictwa w mniejszościowym rządzie Mirka Topolanka. Funkcję tę pełniła do stycznia 2007. W latach 2008–2012 zajmowała stanowisko stałego przedstawiciela Czech przy Unii Europejskiej. Później związała się z ugrupowaniem Liberálně ekologická strana.